# Пачевская волость (Череповецкий уезд)
Пачевская волость — административно-территориальная единица в составе Череповецкого уезда Новгородской губернии.

## Населённые пункты
Согласно "Списку населенных мест Новгородской губернии. Выпуск IX. Череповецкий уезд" в 1912 году число жителей: 4146, из них мужчин – 2071, женщин – 2075.
В состав Пачевской волости входили следующие населенные пункты:
- 1. дер. Антипино (Антипинского) – оз Пустынское и пруд, смежна с Антипинским пог.
- 2. Антипинский погост (церк. земля) – рч. Пишковка
- 3. дер. Безносово (Шайменского)
- 4. дер. Берендюха (Старосельского)
- 5. дер. Бирючево (Бирючевского) – руч.
- 6. будка на 470 в. (Вологодской ж.д.) (МПС)
- 7. дер. Верхнее Бурково (Бурковского) – р. Шексна
- 8. дер. Гмызово (Антипинского) - утрачена
- 9. дер. Горка (Горского)
- 10. дер. Демидово (Демидовского) – руч. Крутецкий
- 11. дер. Добрец (Добрецкого)
- 12. дер. Дресвянка (Михеевского) – Вологодская ж.д.
- 13. дер. Дурасово (Михеевского) – р. Шексна
- 14. с. Едома (Едомского) – руч. Пишковка
- 15. Едомский погост (церковн. земля) – руч. Пишковка, смежен с с. Едома
- 16. дер. Зайцево (Шайменского) - пруд
- 17.дер. Залужково (Шайменского) – Вологодская жел. дор., пруд
- 18. дер. Замошье (Едомского) – руч. Пишковка
- 19. дер. Калинкино (Куровского)
- 20. дер. Крутой Бор (Шеломовского) – Вологодская жел. дор., р. Конамь
- 21. дер. Курово (Куровского) – пруд
- 22. дер. Лапино (Куровского)
- 23. дер. Матюково (Матюковского) – 2 пруда
- 24. дер. Маурино (Едомского) – р. Шексна
- 25. дер. Михеево (Михеевского)
- 26. дер. Нижнее Бурково (Бурковского) – р. Шексна
- 27. дер. Осташково (Покровского)
- 28. дер. Пасмурово (Пасмуровского) – пруд
- 29. дер. Пача (Пачевского) – Вологодская жел. дор., пруд
- 30. дер. Пашнец (Демидовского) – оз. Пашнецкое
- 31. вслк. Пишковка (Бурковского)
- 32. Покровский Долгослободский погост (церковн. земля) – смежен с Покровским
- 33. с. Покровское (Покровского)
- 34. дер. Полежайка (Полежаиха) (Куровского)
- 35. дер. Пустовалово (Шеломовского) – р. Конамь и рч. Черный
- 36. вслк. Пустыня (Городская) – оз. Пустынское
- 37. ремонтная казарма на 469 версте (Вологодской жел. дор.) (МПС)
- 38. дер. Соболино (Антипинского) – пруд
- 39. дер. Соколье (Сокольского)
- 40. дер. Старое Село (Старосельского) – Черный руч.
- 41. дер. Столупино (Демидовского)
- 42. дер. Стрелица (Шеломовского) – Вологодская жел. дор., р. Шексна и Конамь
- 43. дер. Четвериково (Четвериковского) – Вологодская жел. дор., 2 пруда
- 44. дер. Шайма (Шайменского) – Вологодская жел. дор., пруд
- 45. дер. Шапкино (Старосельского)
- 46. дер. Шеломово (Шеломовского) – р. Шексна и Конамь
- 47. Шеломово (ж.д. станция Вологодской жел. дор.) (дер-ни Шеломово) – р. Шексна